# Moa-Gletscher
Der Moa-Gletscher ist ein Talgletscher im ostantarktischen Viktorialand. In den Kukri Hills liegt er zwischen dem Marr- und dem Goldman-Gletscher. Er fließt in nördlicher Richtung und endet an der Südwand des Taylor Valley.
Das New Zealand Geographic Board benannte ihn 1998 nach dem Moa, einer in Neuseeland beheimateten ausgestorbenen Laufvogelordnung.